# Rasmus Meisler
Rasmus Meisler (født 1973) er tegner, grafisk designer og medstifter af Spild Af Tid. Han uddannet på Danmarks Designskole.
Han har bl.a. lavet en satiretegning af Den lille havfrue, der blev offentliggjort i Berlingske Tidende, hvilket medførte et bødekrav på 285.000 kr. fra Edvard Eriksens arvinger.